# Bengt Hultqvist Observatory
Bengt Hultqvist Observatory är Sveriges nordligaste observatorium. Det ligger i Kiruna och ägs av Rymdgymnasiet. Tidigare hade Rymdgymnasiet ett samarbete med Institutet för Rymdvetenskap där de stod för teleskopet, men den 2 december 2014 kunde Rymdgymnasiet inviga sitt nya teleskop "Quaero Nasti" som skolan kunde köpa med bidrag från LKABakademin.

## Observatoriet
Bengt Hultqvist Observatory ligger 519 m över havet på koordinaterna 67°51′29″N 20°15′59″Ö / 67.85799°N 20.26631°Ö. Det är det nordligaste observatoriet i Sverige och näst nordligaste i världen efter Tromsö universitets observatorium i Skibotn, Norge.

## Teleskopet
Teleskopet som invigdes den 2 december 2014 döptes av astronomielevorganisationen LASER till "Quaero Nasti" som är en blandning av latin och samiska. Quaero, som är latin betyder ungefär "jag söker" och "Nasti" som är "stjärnor" på samiska. Tillsammans kan det då översättas ungefär till "Jag söker stjärnor".
Teleskopet är av typen "Ritchey-Chrétien" som beskrivs vara bra för fotografering på grund av sitt stora synfält. Teleskopet har även möjligheten att förstora bilden upp till 500 gånger.